# Liste der Abgeordneten zur Ersten Verfassunggebenden Versammlung des Kaiserreichs Brasilien
Die Liste der Abgeordneten zur Ersten Verfassunggebenden Versammlung des Kaiserreichs Brasilien enthält die Namen der Provinzabgeordneten, die an der von Kaiser Pedro I. einberufenen Verfassunggebenden Versammlung Brasiliens teilnahmen. Sie fand vom 3. Mai 1823 bis 12. November 1823 statt und wurde aufgrund kaiserlichen Dekrets durch das Militär aufgelöst, was als Noite da agonia (Nacht der Agonie) in die Geschichte einging.
|     | Abgeordneter | Bild | Stellung                                                                  | Provinz                             |
| --- | --- | ---- | ------------------------------------------------------------------------- | ----------------------------------- |
| 1   | Caetano Maria Lopes Gama (1795–1864) |      | Friedensrichter, Politiker, Visconde de Maranguape                        | Provinz Alagoas                     |
| 2   | José Antônio Caldas (1787–1850?) |      | „Padre Caldas“, Geistlicher, Politiker, Journalist                        | Provinz Alagoas                     |
| 3   | Ignacio Accioli de Vasconcellos |      | Politiker, Gouverneur (Präsident) von Espírito Santo                      | Provinz Alagoas                     |
| 4   | José de Souza e Mello |      |                                                                           | Provinz Alagoas                     |
| 5   | Miguel Joaquim de Cerqueira e Silva |      |                                                                           | Provinz Alagoas                     |
| 6   | Clemente Ferreira França (1774–1827) |      | Politiker, Visconde com Grandeza und Marquês de Nazaré                    | Provinz Bahia                       |
| 7   | Felisberto Caldeira Brant Pontes de Oliveira Horta |      | Heeresführer, Marquês de Barbacena                                        | Provinz Bahia                       |
| 8   | |      |                                                                           | Provinz Bahia                       |
| 9   | Francisco Carneiro de Campos (1765–1842) |      | Politiker                                                                 | Provinz Bahia                       |
| 10  | Francisco Jê Acaiaba de Montezuma (1794–1870) |      | Visconde de Jequitinhonha                                                 | Provinz Bahia                       |
| 11  | José da Costa Carvalho (1796–1860) |      | Konservativer, später Regent, Premierminister, Marquês de Monte Alegre    | Provinz Bahia                       |
| 12  | José da Silva Lisboa (1756–1835) |      | Visconde de Cayrú                                                         | Provinz Bahia                       |
| 13  | Luís José de Carvalho e Melo (1764–1826) |      | Visconde com Grandeza da Cachoeira                                        | Provinz Bahia                       |
| 14  | Manuel Antônio Galvão (1791–1850) |      | Friedensrichter; später mehrfacher Gouverneur, Senator                    | Provinz Bahia                       |
| 15  | Miguel Calmon du Pin e Almeida (1796–1865) |      | später Gouverneur, Senator, Visconde com Grandeza und Marquês de Abrantes | Provinz Bahia                       |
| 16  | Cipriano Barata |      |                                                                           | Provinz Bahia                       |
| 17  | |      |                                                                           | Provinz Bahia                       |
| 18  | |      |                                                                           | Provinz Bahia                       |
| 19  | José Martiniano Pereira de Alencar |      |                                                                           | Provinz Ceará                       |
| 20  | João Antônio Rodrigues de Carvalho |      |                                                                           | Provinz Ceará                       |
| 21  | José Mariano de Albuquerque Cavalcanti |      |                                                                           | Provinz Ceará                       |
| 22  | Pedro José da Costa Barros |      |                                                                           | Provinz Ceará                       |
| 23  | José Martiniano de Alencar |      |                                                                           | Provinz Ceará                       |
| 24  | Manuel Pacheco Pimentel |      |                                                                           | Provinz Ceará                       |
| 25  | José Joaquim Xavier Sobreira |      |                                                                           | Provinz Ceará                       |
| 26  | |      |                                                                           | Provinz Ceará                       |
| 27  | |      |                                                                           | Provinz Cisplatina                  |
| 28  | |      |                                                                           | Provinz Cisplatina                  |
| 29  | Manuel Pinto Ribeiro Pereira de Sampaio |      |                                                                           | Provinz Espírito Santo              |
| 30  | Silvestre Álvares da Silva |      |                                                                           | Provinz Goiás                       |
| 31  | |      |                                                                           | Provinz Goiás                       |
| 32  | Joaquim Manuel Carneiro da Cunha |      |                                                                           | Provinz Maranhão (Paraíba do Norte) |
| 33  | |      |                                                                           | Provinz Maranhão (Paraíba do Norte) |
| 34  | |      |                                                                           | Provinz Maranhão (Paraíba do Norte) |
| 35  | |      |                                                                           | Provinz Maranhão (Paraíba do Norte) |
| 36  | |      |                                                                           | Provinz Mato Grosso                 |
| 37  | José Custódio Dias |      |                                                                           | Provinz Minas Gerais                |
| 38  | José Antônio da Silva Maia |      |                                                                           | Provinz Minas Gerais                |
| 39  | Antônio Gonçalves Gomide |      |                                                                           | Provinz Minas Gerais                |
| 40  | Belchior Pinheiro de Oliveira |      |                                                                           | Provinz Minas Gerais                |
| 41  | Cândido José de Araújo Viana |      |                                                                           | Provinz Minas Gerais                |
| 42  | Estêvão Ribeiro de Resende |      |                                                                           | Provinz Minas Gerais                |
| 43  | João Severiano Maciel da Costa |      |                                                                           | Provinz Minas Gerais                |
| 44  | José Joaquim da Rocha (1777–1848) |      |                                                                           | Provinz Minas Gerais                |
| 45  | Manuel Ferreira da Câmara |      |                                                                           | Provinz Minas Gerais                |
| 46  | José Teixeira da Fonseca Vasconcelos |      |                                                                           | Provinz Minas Gerais                |
| 47  | José de Resende Costa |      |                                                                           | Provinz Minas Gerais                |
| 48  | Manuel Rodrigues da Costa |      |                                                                           | Provinz Minas Gerais                |
| 49  | Lúcio Soares Teixeira de Gouveia |      |                                                                           | Provinz Minas Gerais                |
| 50  | Padre António da Rocha Franco |      |                                                                           | Provinz Minas Gerais                |
| 51  | Manuel José Veloso Soares |      |                                                                           | Provinz Minas Gerais                |
| 52  | |      |                                                                           | Provinz Minas Gerais                |
| 53  | |      |                                                                           | Provinz Minas Gerais                |
| 54  | |      |                                                                           | Provinz Minas Gerais                |
| 55  | |      |                                                                           | Provinz Minas Gerais                |
| 56  | |      |                                                                           | Provinz Minas Gerais                |
| 57  | |      |                                                                           | Provinz Pará                        |
| 58  | |      |                                                                           | Provinz Pará                        |
| 59  | |      |                                                                           | Provinz Pará                        |
| 60  | José da Cruz Gouvêa |      |                                                                           | Provinz Paraíba                     |
| 61  | |      |                                                                           | Provinz Paraíba                     |
| 62  | |      |                                                                           | Provinz Paraíba                     |
| 63  | |      |                                                                           | Provinz Paraíba                     |
| 64  | |      |                                                                           | Provinz Paraíba                     |
| 65  | Pedro de Araújo Lima |      |                                                                           | Provinz Pernambuco                  |
| 66  | Luis Inácio de Andrade Lima |      |                                                                           | Provinz Pernambuco                  |
| 67  | Francisco Muniz Tavares |      |                                                                           | Provinz Pernambuco                  |
| 68  | Bernardo José da Gama |      |                                                                           | Provinz Pernambuco                  |
| 69  | Nuno Eugênio Lóssio e Seiblitz |      |                                                                           | Provinz Pernambuco                  |
| 70  | Venâncio Henriques de Resende |      |                                                                           | Provinz Pernambuco                  |
| 71  | Araújo Gondim |      |                                                                           | Provinz Pernambuco                  |
| 72  | Manuel Inácio Cavalcanti de Lacerda |      |                                                                           | Provinz Pernambuco                  |
| 73  | Manuel Caetano de Almeida e Albuquerque |      |                                                                           | Provinz Pernambuco                  |
| 74  | |      |                                                                           | Provinz Pernambuco                  |
| 75  | |      |                                                                           | Provinz Pernambuco                  |
| 76  | |      |                                                                           | Provinz Pernambuco                  |
| 77  | |      |                                                                           | Provinz Pernambuco                  |
| 78  | |      |                                                                           | Provinz Piauí                       |
| 79  | Manuel José de Sousa França |      |                                                                           | Provinz Rio de Janeiro              |
| 80  | Antônio Luís Pereira da Cunha |      |                                                                           | Provinz Rio de Janeiro              |
| 81  | José Caetano da Silva Coutinho |      |                                                                           | Provinz Rio de Janeiro              |
| 82  | José Egídio Álvares de Almeida |      | Barão de Santo Amaro                                                      | Provinz Rio de Janeiro              |
| 83  | José Joaquim Carneiro de Campos |      |                                                                           | Provinz Rio de Janeiro              |
| 84  | Manuel Jacinto Nogueira da Gama |      |                                                                           | Provinz Rio de Janeiro              |
| 85  | Martim Francisco Ribeiro de Andrada (war von der Provinz São Paulo und der Provinz Rio de Janeiro gewählt, vertrat zur 3. Vorbereitungssitzung Rio de Janeiro) |      |                                                                           | Provinz Rio de Janeiro              |
| 86  | Joaquim Gonçalves Ledo |      |                                                                           | Provinz Rio de Janeiro              |
| 87  | |      |                                                                           | Provinz Rio Grande do Norte         |
| 88  | Francisco das Chagas Santos |      |                                                                           | Provinz Rio Grande do Sul           |
| 89  | Antônio Martins Bastos |      |                                                                           | Provinz Rio Grande do Sul           |
| 90  | Joaquim Bernardino de Sena Ribeiro da Costa |      |                                                                           | Provinz Rio Grande do Sul           |
|     | José Feliciano Fernandes Pinheiro (für Rio Grande do Sul waren 3 Abgeordnete vorgesehen)                                                                       |      |                                                                           | Provinz Rio Grande do Sul           |
| 91  | Diogo Duarte Silva |      |                                                                           | Provinz Santa Catarina              |
| 92  | José Bonifácio de Andrada e Silva |      |                                                                           | Provinz São Paulo                   |
| 93  | Antônio Carlos Ribeiro de Andrada Machado e Silva |      |                                                                           | Provinz São Paulo                   |
| 94  | Nicolau Pereira de Campos Vergueiro |      |                                                                           | Provinz São Paulo                   |
| 95  | José Ricardo da Costa Aguiar D'Andrada |      |                                                                           | Provinz São Paulo                   |
| 96  | Francisco de Paula Souza e Melo |      |                                                                           | Provinz São Paulo                   |
| 97  | |      |                                                                           | Provinz São Paulo                   |
| 98  | |      |                                                                           | Provinz São Paulo                   |
| 99  | |      |                                                                           | Provinz São Paulo                   |
| 100 | |      |                                                                           | Provinz São Paulo                   |